# Kościół śś. Piotra i Pawła w Goworowie
Kościół śś. Piotra i Pawła w Goworowie – zabytkowy kościół we wsi Goworów.
Kościół filialny parafii św. Marcina w Roztokach z XVI w., przebudowany w  XVIII w.
We wsi kamienne  kolumny Trójcy św., 
- między domami nr 53 i 54, z 1809 r., nr rej.: B/1859 z 22.10.2007
- między domami nr 53 i 54, z połowy XIX w., nr rej.: B/2246 z 19.11.2012[1].